# 郭良璞
郭良璞（1514年—1602年），字卞玉，福建泉州府晉江縣人，明朝政治人物。同進士出身。

## 生平
嘉靖十三年（1534年）甲午科福建鄉試第五十九名。嘉靖二十九年（1550年）庚戌科會試第三十七名，登進士第三甲第一百一十三名進士。历官琼州府知府，有惠政。卒年八十九岁。道光《晋江县志》有传。。

## 家族
曾祖郭啟；祖父郭體毓；父郭恭，母孫氏。严侍下。